# Myxobolus aisanensis
Myxobolus aisanensis is een microscopische parasiet uit de familie Myxobolidae. Myxobolus aisanensis werd in 1998 beschreven door Chen, in Chen & Ma. 